# Bitwa pod Panuco
Bitwa pod Panuco – starcie zbrojne, które miało miejsce podczas podboju Meksyku przez Hiszpanów w 1520. Ekspedycja Hiszpanów badała około 1000 km wybrzeży Zatoki Meksykańskiej, docierając do ujścia rzeki Panuco. Tam, w sporej osadzie Azteków, Hiszpanie po raz kolejny poznali bogactwo kraju Azteków. Aztekowie wyczuwając zagrożenie ze strony Europejczyków szykowali się do obrony bogatej osady. Zaskoczona armia hiszpańska podjęła jednak walkę.
Większe liczebnie siły hiszpańskie po wcześniejszym zwycięstwie odważnie ruszyły na nieco rozproszony szyk Indian. Dzielni Aztekowie, mimo prymitywnej broni, odpierali ataki. Hiszpańska kawaleria poszła w rozsypkę po bezmyślnym ataku skrzydła na Indian. Aztekowie zabili co najmniej 7 nieznanym im koni, tracąc przy tym dużo wojowników (dokładna liczba ofiar nie jest znana). Dla żołnierzy Garaja, (który w bitwie zginął) rzeczny teren bitwy był trudny, (w przeciwieństwie do Azteków którzy znali tereny bitwy), więc Hiszpanie tracili morale podczas walki i ostatecznie wycofali się z osady tracąc 17 żołnierzy.